# Neoerastria
Neoerastria is een geslacht van vlinders van de familie uilen (Noctuidae), uit de onderfamilie Acontiinae.

## Soorten
- N. apicosa Haworth, 1809
- N. caduca Grote, 1876